# Tripteris
Tripteris es un género de plantas con flores perteneciente a la familia  Asteraceae. Comprende 83 especies descritas y solo 19 aceptadas.

## Taxonomía
El género fue descrito por Christian Friedrich Lessing y publicado en Linnaea 6: 95. 1831.

## Especies seleccionadas
A continuación se brinda un listado de las especies del género Tripteris aceptadas hasta junio de 2012, ordenadas alfabéticamente. Para cada una se indica el nombre binomial seguido del autor, abreviado según las convenciones y usos.
- Tripteris afromontana (Norl.) B.Nord.
- Tripteris aghillana DC.
- Tripteris amplexicaulis (Thunb.) Less.
- Tripteris angolensis (Norl.) B.Nord.
- Tripteris auriculata S.Moore
- Tripteris crassifolia O.Hoffm.
- Tripteris dentata (Burm.f.) Harv.
- Tripteris monocephala Oliv. & Hiern
- Tripteris nervosa Hutch.	A
- Tripteris nyikensis (Norl.) B.Nord.
- Tripteris oppositifolia (Aiton) B.Nord.
- Tripteris pinnatilobata (Norl.) B.Nord.
- Tripteris polycephala DC.
- Tripteris rosulata (Norl.) B.Nord.
- Tripteris sinuata DC.
- Tripteris spathulata DC.
- Tripteris spinigera Norl.
- Tripteris vaillantii Decne.
- Tripteris volkensii O.Hoffm.